# Лобановский сельский совет
Лобановский сельский совет (укр. Лобанівська сільська рада, крымскотат. Cadra köy şurası — согласно законодательству Украины — административно-территориальная единица в Джанкойском районе Автономной Республики Крым, расположенная в западной части Джанкойского района, в степной зоне полуострова. Население по переписи 2001 года — 3027 человек, площадь 77 км².
К 2014 году в состав сельсовета входило 5 сёл:
- Лобаново
- Жилино
- Марьино
- Орденоносное
- Ясное

## История
По данным сайта «ДжанкойИнфо» Богемский сельский совет был образован в 1918 году. По результатам всесоюзной переписи 17 декабря 1926 года в состав совета входило 1 село Богемка (380 жителей) и железнодорожная будка — 7 человек. Указом Президиума Верховного Совета РСФСР от 21 августа 1945 года Богемский сельсовет был переименован в Лобановский. С 25 июня 1946 года совет в составе Крымской области РСФСР, а 26 апреля 1954 года Крымская область была передана из состава РСФСР в состав УССР. На 15 июня 1960 года в составе сельсовета числились населённые пункты:

| - Боброво - Владимировка - Жилино - Ковыльное | - Лобаново - Луганское - Марьино - Марьяновка | - Михайловка - Орденоносное - Пробуждение - Репино | - Тутовое - Ударное - Ясная Балка - Ясное |

К 1968 году ликвидированы Боброво и Репино, в 1975 году. образован Луганский сельсовет, в который передали Ковыльное, Луганское, Пробуждение, Тутовое и Ударное. К 1 января 1977 года упразднены Малое, Марьяновка, Михайловка и Ясная Балка. С 12 февраля 1991 года сельсовет в восстановленной Крымской АССР, 26 февраля 1992 года переименованной в Автономную Республику Крым. 24 марта 1997 года была снята с учёта ВР Украины Владимировка и совет обрёл современный состав. С 21 марта 2014 года в составе Крыма аннексирован Россией. Законом «Об установлении границ муниципальных образований и статусе муниципальных образований в Республике Крым» от 4 июня 2014 года территория административной единицы была объявлена муниципальным образованием со статусом сельского поселения.